# Bayer 04 Leverkusen Fußball 2024-2025 (femminile)
Questa voce raccoglie le informazioni riguardanti il Bayer 04 Leverkusen Fußball nelle competizioni ufficiali della stagione 2024-2025.

## Maglie e sponsor
L'accostamento cromatico basato sui colori sociali del club, rosso e nero delle divise è lo stesso utilizzato dalla squadra maschile. Main sponsor era la compagnia assicuratrice Barmenia, quello tecnico, fornitore delle tenute da gioco, Castore.
| Casa | Trasferta | Terza Divisa |

## Organigramma societario
Tratto dal sito societario:
- Allenatore: Roberto Pätzold
- Allenatrice in seconda: Friederike Mehring, Remzi Kahraman
- Allenatore dei portieri: Patrick Bade
- Preparatore atletico: Maurice Mülder
- Fisioteraposti: Jacqueline Ciompala, Laura Gerlich
- Medici sportivi: Stefanie Meyer, Melanie Majerus, Daniel Lay
- Direttore sportivo: Achim Feifel
- Manager Women's Football: Linda Schöttler
- Team manager: Jana Weickart
- Video analyst: Kiyoshi Horigome
- Support staff: Anna Kaleta

## Rosa
Rosa, ruoli e numeri di maglia come da sito ufficiale, aggiornati all'11 maggio 2025.
| N. |                        | Ruolo | Calciatrice          |
| -- | ---------------------- | ----- | -------------------- |
| 1  | Germania (bandiera)    | P     | Charlotte Voll       |
| 2  | Germania (bandiera)    | D     | Selina Ostermeier    |
| 3  | Germania (bandiera)    | D     | Melissa Friedrich    |
| 4  | Norvegia (bandiera)    | D     | Emilie Bragstad      |
| 5  | Paesi Bassi (bandiera) | D     | Janou Levels         |
| 6  | Germania (bandiera)    | C     | Katharina Piljić     |
| 7  | Danimarca (bandiera)   | A     | Cornelia Kramer      |
| 8  | Germania (bandiera)    | C     | Paulina Bartz        |
| 9  | Canada (bandiera)      | A     | Caroline Kehrer      |
| 10 | Norvegia (bandiera)    | C     | Synne Skinnes Hansen |
| 11 | Germania (bandiera)    | C     | Kristin Kögel        |
| 12 | Germania (bandiera)    | D     | Julia Mickenhagen    |
| 13 | Germania (bandiera)    | A     | Vanessa Haim         |
| 16 | Germania (bandiera)    | C     | Sofie Zdebel         |

| N. |                        | Ruolo | Calciatrice                  |
| -- | ---------------------- | ----- | ---------------------------- |
| 17 | Norvegia (bandiera)    | C     | Julie Jorde                  |
| 18 | Islanda (bandiera)     | C     | Karólína Lea Vilhjálmsdóttir |
| 19 | Germania (bandiera)    | C     | Loreen Bender                |
| 20 | Germania (bandiera)    | A     | Estrella Merino Gonzalez     |
| 21 | Germania (bandiera)    | D     | Sofia Cava Marin             |
| 22 | Inghilterra (bandiera) | C     | Ruby Grant                   |
| 23 | Germania (bandiera)    | A     | Delice Boboy                 |
| 24 | Ungheria (bandiera)    | D     | Lilla Turányi                |
| 27 | Germania (bandiera)    | P     | Friederike Repohl            |
| 28 | Cina (bandiera)        | D     | Shen Menglu                  |
| 30 | Germania (bandiera)    | C     | Ida Daedalow                 |
| 34 | Germania (bandiera)    | P     | Anne Moll                    |
| 56 | Francia (bandiera)     | D     | Juliette Vidal               |

## Calciomercato

### Sessione estiva
| Acquisti | Acquisti                     | Acquisti      | Acquisti            |
| R.       | Nome                         | da            | Modalità            |
| -------- | ---------------------------- | ------------- | ------------------- |
| D        | Emilie Bragstad              | Bayern Monaco | definitivo          |
| D        | Juliette Vidal               | Anderlecht    | [ 6 ]               |
| C        | Vanessa Haim                 | Norimberga    | [ 6 ]               |
| C        | Katharina Piljić             | SGS Essen     | estensione prestito |
| C        | Menglu Shen                  | Celtic        | [ 6 ]               |
| C        | Karólína Lea Vilhjálmsdóttir | Bayern Monaco | [ 6 ]               |
| A        | Cornelia Kramer              | HB Køge       | [ 7 ] [ 6 ]         |
| A        | Caroline Kehrer              | Braga         | [ 6 ]               |

| Cessioni | Cessioni                 | Cessioni              | Cessioni                          |
| R.       | Nome                     | a                     | Modalità                          |
| -------- | ------------------------ | --------------------- | --------------------------------- |
| D        | Emilie Bragstad          | Bayern Monaco         | fine prestito                     |
| D        | Sylwia Matysik           | Colonia               | [ 6 ]                             |
| D        | Caroline Siems           | Werder Brema          | [ 6 ]                             |
| C        | Clara Fröhlich           | Norimberga            | [ 6 ]                             |
| C        | Elisa Senß               | Eintracht Francoforte | [ 8 ] [ 6 ]                       |
| C        | Verena Wieder            | Werder Brema          | [ 6 ]                             |
| C        | Cecilie Winther Johansen | AGF                   | risoluzione consensuale contratto |
| A        | Nikola Karczewska        | Milan                 | [ 9 ]                             |

### Sessione invernale
| Acquisti | Acquisti   | Acquisti | Acquisti |
| R.       | Nome       | da       | Modalità |
| -------- | ---------- | -------- | -------- |
| C        | Ruby Grant | Häcken   | [ 10 ]   |

| Cessioni | Cessioni        | Cessioni | Cessioni   |
| R.       | Nome            | a        | Modalità   |
| -------- | --------------- | -------- | ---------- |
| D        | Emilie Bragstad | Hammarby | svincolata |
| C        | Julie Jorde     | Brøndby  | prestito   |

## Risultati

### Frauen-Bundesliga

#### Girone di andata
| Arbitro: | Michel (Magonza) |

|              |           |                          |
| Fölmli 90+1’ | Marcatori | 56’ Ostermeier 70’ Kögel |

| Arbitro: | Wildfeuer (Lützen) |

|                      |           |                          |
| Kehrer 14’ Kögel 25’ | Marcatori | 45+2’ Reuteler 58’ Chiba |

| Arbitro: | Hussein (Bad Harzburg) |

|  |           |                      |
|  | Marcatori | 47’ Kögel 58’ Levels |

| Arbitro: | Schwermer (Ballenstedt) |

|                              |           |           |
| Kehrer 21’ Kramer 28’ (rig.) | Marcatori | 57’ Cerci |

| Arbitro: | Heidenreich (Bad Schwartau) |

|            |           |  |
| Piljić 69’ | Marcatori |  |

| Arbitro: | Michel (Magonza) |

|              |           |            |
| Weidauer 90’ | Marcatori | 62’ Kehrer |

| Arbitro: | Söder (Norimberga) |

|                            |           |                                              |
| Kramer 20’ Mickenhagen 51’ | Marcatori | 50’ Zadrazil 66’ (rig.) Stanway 90’ Şehitler |

| Arbitro: | Breier (Zerf) |

|          |           |                       |
| Vogt 21’ | Marcatori | 2’, 25’ (rig.) Kramer |

| Arbitro: | Menzel (Hambrücken) |

|                                 |           |  |
| Kögel 4’ Kramer 13’ Turányi 63’ | Marcatori |  |

| Arbitro: | Boike (Altenstadt) |

|  |           |           |
|  | Marcatori | 81’ Kögel |

| Arbitro: | Wacker (Lehrensteinsfeld) |

|            |           |  |
| Kramer 47’ | Marcatori |  |

#### Girone di ritorno
| Arbitro: | Hussein (Bad Harzburg) |

|                        |           |  |
| Zdebel 17’ Boboy 90+5’ | Marcatori |  |

| Arbitro: | Wacker (Lehrensteinsfeld) |

|                                             |           |                                |
| Doorsoun 24’ (rig.) Anyomi 36’ Reuteler 51’ | Marcatori | 34’ Vilhjálmsdóttir 49’ Piljić |

| Arbitro: | Wildfeuer (Lützen) |

|           |           |             |
| Boboy 68’ | Marcatori | 53’ Sterner |

| Arbitro: | Heimann (Gladbeck) |

|           |           |  |
| Cerci 59’ | Marcatori |  |

| Arbitro: | Diekmann (Essen) |

|  |           |                        |
|  | Marcatori | 54’ Kramer 73’ Turányi |

| Arbitro: | Menzel (Hambrücken) |

|                                                     |           |  |
| Bender 3’, 39’ Kehrer 50’, 55’ Kramer 76’ Boboy 79’ | Marcatori |  |

| Arbitro: | Hussein (Bad Harzburg) |

|                       |           |  |
| Bühl 56’ Schüller 68’ | Marcatori |  |

| Arbitro: | Kost (Schwerte) |

|            |           |            |
| Kramer 54’ | Marcatori | 35’ Ziemer |

| Arbitro: | Menzel (Hambrücken) |

|             |           |                                                 |
| Schwalm 90’ | Marcatori | 26’ Boboy 61’ (rig.) Kramer 89’ Vilhjálmsdóttir |

| Arbitro: | Heidenreich (Bad Schwartau) |

|            |           |  |
| Kramer 32’ | Marcatori |  |

| Arbitro: | Schwermer (Ballenstedt) |

|                                     |           |            |
| Brand 4’ Jónsdóttir 8’ Dijkstra 14’ | Marcatori | 75’ Kramer |

### DFB-Pokal
| Arbitro: | Jochum (Riegelsberg) |

|  |           |                           |
|  | Marcatori | 25’ Kögel 73’ (aut.) Beck |

| Arbitro: | Westerhoff (Bochum) |

|            |           |  |
| Zdebel 74’ | Marcatori |  |

| Arbitro: | Lutz (Poppenhausen) |

|  |           |              |
|  | Marcatori | 45’ Mühlhaus |

## Statistiche

### Statistiche di squadra
| Competizione         | Punti | In casa | In casa | In casa | In casa | In casa | In casa | In trasferta | In trasferta | In trasferta | In trasferta | In trasferta | In trasferta | Totale | Totale | Totale | Totale | Totale | Totale | DR  |
| Competizione         | Punti | G       | V       | N       | P       | Gf      | Gs      | G            | V            | N            | P            | Gf           | Gs           | G      | V      | N      | P      | Gf     | Gs     | DR  |
| -------------------- | ----- | ------- | ------- | ------- | ------- | ------- | ------- | ------------ | ------------ | ------------ | ------------ | ------------ | ------------ | ------ | ------ | ------ | ------ | ------ | ------ | --- |
| Frauen Bundesliga    | 43    | 11      | 7       | 3       | 1       | 22      | 8       | 11           | 6            | 1            | 4            | 16           | 13           | 22     | 13     | 4      | 5      | 38     | 21     | +17 |
| DFB-Pokal der Frauen | -     | 2       | 1       | 0       | 1       | 1       | 1       | 1            | 1            | 0            | 0            | 2            | 0            | 3      | 2      | 0      | 1      | 3      | 1      | +2  |
| Totale               | -     | 13      | 8       | 3       | 1       | 23      | 9       | 12           | 7            | 1            | 4            | 18           | 13           | 25     | 15     | 4      | 6      | 41     | 22     | +19 |

### Andamento in campionato
| Giornata  | 1 | 2 | 3 | 4 | 5 | 6 | 7 | 8 | 9 | 10 | 11 | 12 | 13 | 14 | 15 | 16 | 17 | 18 | 19 | 20 | 21 | 22 |
| --------- | - | - | - | - | - | - | - | - | - | -- | -- | -- | -- | -- | -- | -- | -- | -- | -- | -- | -- | -- |
| Luogo     | T | C | T | C | C | T | C | T | C | T  | C  | C  | T  | C  | T  | T  | C  | T  | C  | T  | C  | T  |
| Risultato | V | N | V | V | V | N | P | V | V | V  | V  | V  | P  | N  | P  | V  | V  | P  | N  | V  | V  | P  |
| Posizione |   |   |   |   |   |   |   |   |   |    | 3  | 3  | 4  | 4  | 4  | 4  | 4  | 4  | 4  | 4  | 4  | 4  |

Legenda:

Luogo: C = Casa; T = Trasferta. Risultato: V = Vittoria; N = Pareggio; P = Sconfitta.

### Statistiche delle giocatrici
| Giocatore          | Frauen-Bundesliga | Frauen-Bundesliga | Frauen-Bundesliga | Frauen-Bundesliga | DFB-Pokal der Frauen | DFB-Pokal der Frauen | DFB-Pokal der Frauen | DFB-Pokal der Frauen | Totale   | Totale | Totale      | Totale     |
| Giocatore          | Presenze          | Reti              | Ammonizioni       | Espulsioni        | Presenze             | Reti                 | Ammonizioni          | Espulsioni           | Presenze | Reti   | Ammonizioni | Espulsioni |
| ------------------ | ----------------- | ----------------- | ----------------- | ----------------- | -------------------- | -------------------- | -------------------- | -------------------- | -------- | ------ | ----------- | ---------- |
| P. Bartz           | 3                 | 0                 | 0                 | 0                 | 0                    | 0                    | 0                    | 0                    | 3        | 0      | 0           | 0          |
| L. Bender          | 13                | 2                 | 2                 | 0                 | -                    | -                    | -                    | -                    | 13       | 2      | 2           | 0          |
| D. Boboy           | 17                | 4                 | 1                 | 0                 | 3                    | 0                    | 1                    | 0                    | 20       | 4      | 2           | 0          |
| E. Bragstad        | 10                | 0                 | 0                 | 0                 | 3                    | 0                    | 0                    | 0                    | 13       | 0      | 0           | 0          |
| I. Daedelow        | 4                 | 0                 | 1                 | 0                 | 1                    | 0                    | 0                    | 0                    | 5        | 0      | 1           | 0          |
| M. Friedrich       | 5                 | 0                 | 0                 | 0                 | 0                    | 0                    | 0                    | 0                    | 5        | 0      | 0           | 0          |
| R. Grant           | 11                | 0                 | 1                 | 0                 | 1                    | 0                    | 1                    | 0                    | 12       | 0      | 2           | 0          |
| V. Haim            | 5                 | 0                 | 0                 | 0                 | 0                    | 0                    | 0                    | 0                    | 5        | 0      | 0           | 0          |
| J. Jorde           | 1                 | 0                 | 0                 | 0                 | 1                    | 0                    | 0                    | 0                    | 2        | 0      | 0           | 0          |
| C. Kehrer          | 19                | 5                 | 5                 | 0                 | 3                    | 0                    | 0                    | 0                    | 22       | 5      | 5           | 0          |
| C. Kramer          | 22                | 12                | 1                 | 0                 | 3                    | 0                    | 0                    | 0                    | 25       | 12     | 1           | 0          |
| K. Kögel           | 21                | 5                 | 3                 | 0                 | 3                    | 1                    | 1                    | 0                    | 24       | 6      | 4           | 0          |
| J. Levels          | 19                | 1                 | 3                 | 1                 | 3                    | 0                    | 1                    | 0                    | 22       | 1      | 4           | 1          |
| K. Lillemets       | 0                 | 0                 | 0                 | 0                 | -                    | -                    | -                    | -                    | 0        | 0      | 0           | 0          |
| E. Merino Gonzalez | 22                | 0                 | 0                 | 0                 | 3                    | 0                    | 0                    | 0                    | 25       | 0      | 0           | 0          |
| J. Mickenhagen     | 6                 | 1                 | 1                 | 1                 | 2                    | 0                    | 0                    | 0                    | 8        | 1      | 1           | 1          |
| A. Moll            | 0                 | 0                 | 0                 | 0                 | 0                    | 0                    | 0                    | 0                    | 0        | 0      | 0           | 0          |
| S. Ostermeier      | 21                | 1                 | 5                 | 0                 | 2                    | 0                    | 0                    | 0                    | 23       | 1      | 5           | 0          |
| K. Piljić          | 18                | 2                 | 4                 | 0                 | 2                    | 0                    | 0                    | 0                    | 20       | 2      | 4           | 0          |
| F. Repohl          | 20                | -17               | 0                 | 0                 | 3                    | -1                   | 0                    | 0                    | 23       | -18    | 0           | 0          |
| M. Shen            | 9                 | 0                 | 2                 | 0                 | 3                    | 0                    | 0                    | 0                    | 12       | 0      | 2           | 0          |
| S. Skinnes Hansen  | 8                 | 0                 | 0                 | 0                 | 1                    | 0                    | 0                    | 0                    | 9        | 0      | 0           | 0          |
| L. Turányi         | 20                | 2                 | 4                 | 0                 | 2                    | 0                    | 0                    | 0                    | 22       | 2      | 4           | 0          |
| J. Vidal           | 20                | 0                 | 2                 | 0                 | 3                    | 0                    | 0                    | 0                    | 23       | 0      | 2           | 0          |
| K. Vilhjálmsdóttir | 22                | 2                 | 0                 | 0                 | 3                    | 0                    | 0                    | 0                    | 25       | 2      | 0           | 0          |
| C. Voll            | 2                 | -4                | 0                 | 0                 | 0                    | 0                    | 0                    | 0                    | 2        | -4     | 0           | 0          |
| S. Zdebel          | 19                | 1                 | 3                 | 0                 | 3                    | 0                    | 1                    | 0                    | 22       | 1      | 4           | 0          |